# مسجد سلیمانیه (لندن)
مسجد سلیمانیه (به ترکی استانبولی: Süleymaniye Camii) یک مسجد در جاده کینگ‌ایسلند لندن، بریتانیا که در اختیار و اداره جامعه ترک‌های بریتانیا می‌باشد. سرمایه گذاری مسجد، توسط مرکز فرهنگی-اسلامی ترک‌های بریتانیا  آغاز و ساخت و ساز آن در سال ۱۹۹۵ شروع شد. و در نهایت در اکتبر ۱۹۹۹ میلادی، با فضای کل ۸،۰۰۰ متر مربع، ظرفیت کل مسجد به سبک معماری عثمانی با ۳،۰۰۰ نفر گنجایش بنیان‌گذاری شد.
چارلز، شاهزاده ولز در سال ۲۰۰۱ از این مسجد دیدن کرده‌بود.